# 静静铁路
静静铁路是山西省的一条地方铁路，业主为山西地方铁路集团有限责任公司。线路全长27.559公里，其中静乐段19.775公里，设计行车速度每小时80公里，运量设计近期700万吨/年，远期年运量1500万吨以上。牵引定数上行4000吨，下行2000吨。

## 线路
铁路南起太兴铁路静游站，北至宁静铁路静乐站，中间设有王端庄站、河西站两个中间站。

## 历史
- 2012年10月30日，铁路开工[2]，由山西能源交通投资有限公司和晋煤集团太原煤气化龙泉能源发展有限公司共同投资15.78亿元。
- 2021年9月18日，铁路顺利通过初步验收[3]。